# رون الیس (بازیکن بسکتبال)
رون الیس (انگلیسی: Ron Ellis؛ زادهٔ ۱۸ سپتامبر ۱۹۶۸) بازیکن بسکتبال اهل ایالات متحده آمریکا است.